# Andrenosoma valentinae
Andrenosoma valentinae är en tvåvingeart som beskrevs av Richter 1985. Andrenosoma valentinae ingår i släktet Andrenosoma och familjen rovflugor. Inga underarter finns listade i Catalogue of Life.